# Мориц, Хальвар
Хальвар Сикстен Мориц (швед. Halvar Sixten Moritz; 21 июня 1906 года, Люкселе — 21 ноября 1993 года, Люкселе) — шведский лыжник, призёр чемпионата мира.  

## Карьера
На чемпионат мира 1935 года в Высоких Татрах в команде вместе с Эриком Аугустом Ларссоном, Нильс-Юэлем Энглундом и Мартином Матсбу завоевал бронзовую медаль в эстафете.